# Orto della Regina
L'Orto della Regina è un sito archeologico costituito da mura megalitiche ubicato nel comune di Roccamonfina, in provincia di Caserta.
Posto a 928 m s.l.m., presso la sommità del monte La Frascara e nelle immediate vicinanze del confine comunale con Sessa Aurunca, il circuito murario racchiude un'area estesa 2 500 m² circa e risale all'epoca preromana.

## Storia
L'edificazione del recinto murario è attribuibile al popolo aurunco, e quindi al VI-V secolo a.C., mentre il suo utilizzo è stato ricondotto al periodo che va dal IV al III secolo a.C., come postazione militare d'osservazione sannitica nel contesto dei conflitti con Roma. La posizione strategica – a controllare la piana del fiume Garigliano ed il golfo di Gaeta – ed un saggio di scavo del 1978, che mise in luce uno strato di bruciato, sembrerebbero confermare la funzione militare del sito, ma non è da escludere una sua funzione cultuale-civile.
Il nome "Orto della Regina" sembrerebbe infatti indicare un'area consacrata a una divinità femminile, forse Mefite, identificata poi con Iuno Regina e quindi, dopo la cristianizzazione, con la Madonna dei Lattani. Inoltre, il basolato presente a poca distanza dal sito, e che lo metteva in comunicazione con il mondo della pentapoli, con Suessa e con Vescia in primis, rende ipotizzabile la presenza di un ulteriore centro aurunco nella zona.

## Descrizione
Circondato da castagni ed in buono stato di conservazione, il circuito murario, alto 3 metri e spesso 2, fu costruito in modo da adattarsi alla conformazione orografica della vetta su cui giace; è in opus siliceum ed è formato da grossi blocchi di trachite di varie dimensioni, sovrapposti a secco.
Il recinto ha la forma di un poligono irregolare ed il suo perimetro misura circa 180 metri, per una larghezza di 35 ed una lunghezza di 75, sul lato maggiore. L'unico ingresso, posto sul lato meridionale, è largo 4 metri presso quello che sembra essere un bastione.